# Le Rossignol et l'Empereur de Chine
Le Rossignol et l'Empereur de Chine (en danois : Nattergalen) est un conte de Hans Christian Andersen, paru en 1843 dans la deuxième livraison de ses contes de fées sous le titre danois Eventyr fortalte for børn. Selon Pierre Georget La Chesnais, le conte aurait été inspiré à l'auteur par la cantatrice Jenny Lind. 

« … le contraste entre sa diction naturelle et celle des chanteurs italiens, plus étudiée, avait enrayé quelque peu le succès de la chanteuse suédoise alors qu'elle débutait à Copenhague. »

|  |

Comme souvent dans les contes d'Andersen, il y a là une métaphore : on ne peut s'approprier le talent d'autrui, et l'empereur qui croit pouvoir posséder un oiseau au chant aussi mélodieux que le véritable rossignol, doit déchanter avec son oiseau mécanique, simple imitation d'oiseau.
Selon Elias Bredsdorff, ce conte est le meilleur exemple de la catégorie « Contes réalistes se passant dans un monde imaginaire », c'est-à-dire qu'aucun d'entre eux ne contient d'éléments surnaturels ou magiques, tous se situent dans un monde humain, bien qu'il ne soit guère ni ordinaire, ni reconnaissable. Dans cette catégorie entrent également La Princesse au petit pois et Les Habits neufs de l'empereur. Ce conte est considéré comme un des chefs-d'œuvre d'Andersen,.

## Résumé du conte

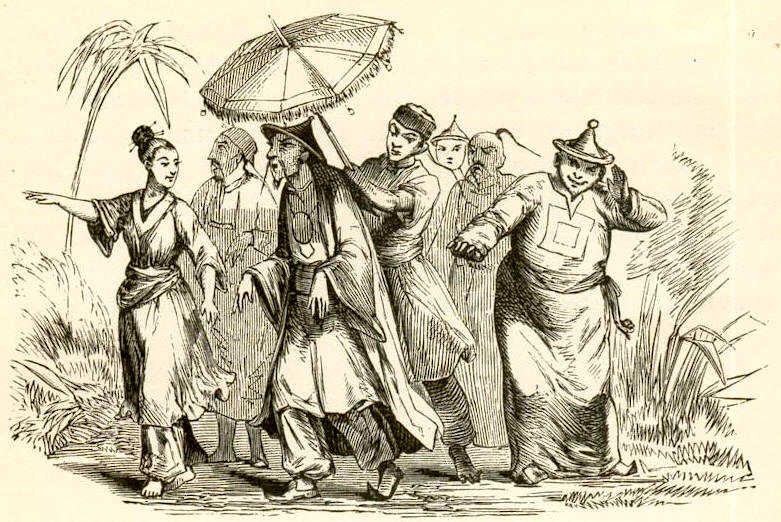
Illustration de Vilhelm Pedersen.

« L'éloignement de la Chine permet à Andersen d'inventer un monde plein de chinoiseries et de règles formelles et rigoureuses. Le palais de l'empereur est en porcelaine et à certaines occasions, il est poli de telle sorte que les murs et sols étincellent à la lumière de milliers de lampes d'or. Le siège de l'empereur est en or… C'est à ce monde artificiel que le rossignol est censé s'adapter. »

« Mais le conte est aussi une métaphore : nul ne peut s'approprier, même artificiellement, un talent qu'il ne possède pas. »

## Adaptations
Ce conte a inspiré Igor Stravinsky pour son opéra Le Rossignol (1909).
Il a également inspiré le photomontage de Max Ernst : Le Rossignol chinois (1920)[réf. nécessaire].
Le conte a été adapté en un film éponyme tchèque réalisé par Jiří Trnka en 1948.
Plus récemment, en 1999, il sert de thème à une attraction du Bois des contes du parc néerlandais Efteling.
Le conte a été adapté dans un épisode de la série d'animation Simsala Grimm.